# ニコ・ニコルソンのマンガ道場破り
『ニコ･ニコルソンのマンガ道場破り』（ニコ･ニコルソンのまんがどうじょうやぶり）は、ニコ・ニコルソンによる日本の漫画。『ヤングアニマル』（白泉社発行）にて、2010年No.17から2015年No.22まで連載された。単行本は全2巻。

## 概要
『ヤングアニマル』の漫画賞グランドスラムの応援企画として始められた、漫画家/イラストレーターのニコ･ニコルソンによるエッセイコミック。『ヤングアニマル』に毎号、見開き2ページで掲載された（グランドスラム発表の号は休載になる）。
ニコ･ニコルソンが担当編集者とともに、毎回1人の漫画家に取材し、漫画家を志したきっかけから、デビューするまでの経緯、漫画製作の技術や新人作家へのアドバイスなどを聞き出す。

## 登場人物
ニコ･ニコルソン
道場破りをするという体裁で毎回1人の作家を取材する。そのため、白帯を締めた胴着を纏っている。まだ一度も道場破りは果たせていない。
ナガシマ
初代担当編集者。気だるいたたずまいと口グセの｢ダリー｣が特徴。若杉公徳道場編の第1回冒頭で『花とゆめ』に異動になった。
トクドメ
2代目担当編集者。初登場時、3歳と322か月。おしゃぶりとオムツに“獣”と書かれたビブをつけた装い。口調も赤ちゃん言葉。

## これまでのシリーズ
- 三浦建太郎道場編
- 甘詰留太道場編
- 羽海野チカ道場編
- 重野なおき道場編
- 森恒二道場編
- 文月晃道場編
- えりちん道場編
- 若杉公徳道場編
- きづきあきら+サトウナンキ道場編
- 柴田ヨクサル道場編
- 森繁拓真道場編
- 押見修造道場編
- ももせたまみ道場編
- 押切蓮介道場編
- 古屋兎丸道場編

## 単行本
- ニコ・ニコルソン 『ニコ・ニコルソンのマンガ道場破り』白泉社《ジェッツコミックス》、全2巻
  1. 『ニコ・ニコルソンのマンガ道場破り』 2013年3月29日発売 ISBN 978-4-592-14020-7
  2. 『ニコ・ニコルソンのマンガ道場破り 破』 2016年2月29日発売 ISBN 978-4-592-14027-6